# Поліна (Челябінська область)
Поліна (рос. Полина) — селище у Сосновському районі Челябінської області Російської Федерації.
Входить до складу муніципального утворення Томинське сільське поселення.

## Історія
Селище виникло у 1990-их роках. Це одне з перших котеджних селищ в Челябінській області. Назване на честь молодшої дочки підприємця-забудовника Льва Бульмана.
Згідно із законом від 9 липня 2004 року органом місцевого самоврядування є Томинське сільське поселення.